# Georg Franz (Eishockeyspieler)
Georg „Schorsch“ Franz (* 9. Januar 1965 in Raubling) ist ein ehemaliger deutscher Eishockeyspieler und derzeitiger -trainer.

## Karriere
Franz begann seine Karriere bei den Knaben des TSV Straubing. Als Elfjähriger fing er in Straubing an, Eishockey zu spielen, und schaffte mit 17 Jahren den Sprung in die Profimannschaft. Er durchlief auch sämtliche Nachwuchsnationalmannschaften. Nachdem der nachmalige EHC Straubing durch den Konkurs in die Bayernliga absteigen musste, wechselte Franz 1983 zum SB Rosenheim in die Bundesliga. Dort spielte der Stürmer neun Jahre sehr erfolgreich unter anderem auch mit dem späteren Bundestrainer Hans Zach und wurde zweimal deutscher Meister. Zudem ist er bis heute mit 220 Treffern der erfolgreichste Torschütze des Sportbunds Rosenheim. In seiner Rosenheimer Zeit wurde er auch Nationalspieler, 1988 wurde der Rechtsschütze in das All-Star-Team der Bundesliga gewählt. 
 Zur Saison 1992/93 unterschrieb Franz beim EC Hedos München. In der Saison 1993/94 wurde der gebürtige Oberbayer mit dem Münchnern Deutscher Meister. 
 Nach dem Meistertitel ging Franz zum EV Landshut. Gleich in der ersten Saison erreichte er mit dem Landshutern das Play-off-Finale, allerdings musste man sich dem Kölner EC geschlagen geben. 
 Nach drei Jahren in Landshut und insgesamt 14 Jahren in der höchsten deutschen Spielklasse wechselte Franz zum ERC Sonthofen in die damalige Hacker-Pschorr-Liga. Nach dem Konkurs des ERC kehrte er nach einer Saison im Herbst 1998 nach Straubing zurück. Für die Straubing Tigers spielte er vier Jahre, trotz vieler Verletzungen absolvierte er 208 Spiele in der Oberliga und der 2. Bundesliga. Als Kapitän führte er die Straubinger 2000 in die 2. Bundesliga. Nachdem er in der Saison 2001/02 wegen mehrerer Verletzungen nicht mehr alle Punktspiele bestreiten konnte, beendete der mittlerweile 37-Jährige seine Karriere.
Dem Straubinger Eishockey blieb Franz allerdings als Hauptamtlicher Nachwuchstrainer des EHC Straubing erhalten. Unter seiner Regie war ein deutlicher Aufwärtstrend im Nachwuchs zu verzeichnen. 2006 betreute er zudem die deutsche U18-Nationalmannschaft. Von 2007 bis 2009 war Franz neben Jürgen Rumrich zusätzlich Co-Trainer der Straubing Tigers.

## Erkrankung
Am 4. Februar 2008 erlitt Georg Franz bei einem Nachwuchsturnier in Ingolstadt an der Bande einen Schlaganfall. Nach einer Notoperation besserte sich sein Zustand rasch. Im April 2008 gab die Führung der Straubing Tigers bekannt, weiterhin mit Georg Franz als Co-Trainer zusammenarbeiten zu wollen.

## Karrierestatistik
(Legende zur Spielerstatistik: Sp oder GP = absolvierte Spiele; T oder G = erzielte Tore; V oder A = erzielte Assists; Pkt oder Pts = erzielte Scorerpunkte; SM oder PIM = erhaltene Strafminuten; +/− = Plus/Minus-Bilanz; PP = erzielte Überzahltore; SH = erzielte Unterzahltore; GW = erzielte Siegtore; 1 Play-downs/Relegation; Kursiv: Statistik nicht vollständig)

## Erfolge und Auszeichnungen
- Deutscher Meister 1985, 1989 und 1994
- 135 Spiele für die deutsche Nationalmannschaft
- Aufnahme in die Hall of Fame des deutschen Eishockeymuseums 2007
- Wahl zum besten Stürmer der Straubinger Jahrhundertauswahl 2000